# Rohan (Tolkien)
Rohan, tudi Marka (Krajina, Mejna dežela) ali Rajterska (Rotterheim, tudi Riddermarc ali Reit-mearc, Krajina konjenikov) je domišljijska pokrajina in človeška kraljevina v Tolkienovem Srednjem svetu. Rohan večinoma poseljujejo Rohirrimi, ljudstvo, znano po svojem konjerejstvu.

## Zgodovina

### Calenardhon
Rohan se je, ko je še bil gondorska provinca, imenoval Calenardhon. Po veliki kugi je postal neobljuden. Leta 25010 t. v. so orki in vzhodnjaki Calenardhon opustošili in se spopadli z Gondorci na Celebrantskem polju. Gondorcem so na pomoč so priskočili Rohrrim in jih rešili pred porazom.

### Prihod Rohrrim
Gondroci so Rohirrim v zahvalo podarili Calenardhon (takrat je bil komaj obljuden), ki se je od tedaj naprej imenoval Rohan. Rohanci so bili Gondorju zvesti zavezniki, prav tako so odigrali pomembno vlogo pri obrambi gondorskih severnih meja.

## Prebivalstvo
Prebivalstvo Rohana je večinoma sestavljeno iz Rohirrim (Roh-hir-im, Konjarskih mojstrov, poslovenjeno tudi Rohirrimi v Gospodarju Prstanov in nepravilno omenjeni kot Rogirrimi v Silmarillionu), potomcev Eorla Mladega. 

### Izvor
Rohirrimi so v sorodu z Bardingi iz Ereborskega Dolinja in Beorningi iz Anduinskega Dolinja. Po ugotavljanjih gondorskih rodoslovcev so Rohirrimi izvirali iz Treh človeških rodov in so bili daljni potomci Hadorja. V Rohan so Rohirrimi prišli s Severa; na jug jih je vodil Eorl Mladi.

### Jezik in izročila
Rohirrimi niso imeli pisave, vendar so svoje izročilo prenašali s pesmimi. Poznali so gondorske običaje in izročila, po potrebi so njihovi voditelji govorili tudi gondorščino, čeprav je bil uraden še vedno njihov severni jezik: ta je bil v sorodu z jezikom Beorningov iz Anduinskega Dolinja, od koder so izvirali tudi Hobiti, zato so v rohanščini, čeprav je niso razumeli, prepoznavali elemente svojega jezika. Zapise o zgodovini Rohana sta med drugim imela v svojih Šajerskih knjižnicah (v Buškovniku in Dobrikošti) tudi Hobita Merjadok in Peregrin Tuk, kar so jima je omogočili ohranjeni stiki z Rohanom.
V drugem delu Gospodarja prstanov je omenjena pesem:
Kje sta zdaj jezdec, konj njegov? Kje roga jasni glas?
Kje halja oklepna in kje šlem, kje vihra svetlih las?
Kje harfe strune pod roko, kje ognja rdeči kras?
Kje vigred je in žetev kje, kje žito, zraslo v klas?
Vse to je šlo kot dež v gorah, kot piš, ki glas pregiba;
in na zahod so dnevi šli, v temo prešli prek hriba.
Kdo še lahko pograbi dim pokurjenega dračja,
ali ubežna leta uzre, ko se od Morja vrača?— -neznani rohanski pesnik, o Eorlu Mlademu
Faramir je Frodu povedal, da sta se gondorska in rohirrimska kultura do neke mere zlili.
Tolkien je pri rohanščini (in posledično tudi pri sorodni hobitski zahodščini) črpal iz anglosaščine, zato je mogoče zaslediti nekatera imena Tolkienovih likov v staroangleški literaturi: na primer v Beowulfu so omenjena imena Eomer (Éomer), Hama (Hama Kladivoročnik) in Froda (Frodo),, podobno kot so mnoga druga imena (predvsem škratov, omenjen tudi Gandalf) v Völuspi iz Edde.

### Značaj in izgled
Rohirrimi so bili visoki, svetlolasi in svetlooki. Aragorn jih je opisal kot "ponosne, trmaste, iskrene, velikodušne, pogumne (a ne neusmiljene) in modre."

### Imena
Rohanci se skozi Tolkienova dela pojavljajo pod različnimi imeni:
- Rohirrim, gondorski naziv,[navedi vir] v kvenji pomeni Konjarski gospodarji (ang. The Horse Lords).[navedi vir]
- Eorlingi, po Eorlu, začetniku svojega rodu.

## Geografske in regionalne značilnosti
Rohan je ravninska dežela, že naravno zaščitena z gorovji na jugu in zahodu, veliko reko Anduin na vzhodu, na severu pa z zloveščim gozdom Fangornom in še dalje v isti smeri z močno vilinsko kraljevino Lothlorien. Na skrajnem vzhodu kraljestva leži Rohanska vrzel, ki vodi dalje v okolico reke Ajzen.

### Vode
Skozi Rohan teče mnogo rek: največja je Entok (Onodlo), ki hkrati služi kot meja med vzhodnim in zahodnim Emnetom. Na zahodu dve manjša reka Mejščica služi kot meja z Gondorjem. Izvira v Firienski hraščini in se proti severu izliva v ustje Entoka, ob robu katerega do Anduina poteka Rohanska meja. Reka Entok ima še pritok Snežico, ki izvira v Dunhargu, pri gori Golorožcu, blizu Edorasa in teče ob zahodnem robu Vzhodnega Folda, dokler se ne izlije v Entok.

### Meje
Rohan na severu omejuje Fangornski gozd in Planota, na svojem severozahodu se dotika tudi konca gorske verige, ki razpolavlja Srednji svet, Hiatheglirja. Na vzhodu leži Rohanska vrzel, ki sega od konca Hiatheglirske verige do skrajnega severa Nimraisa na svojem jugu, Velika zahodna cesta skozi njo drži proti Severno-južni cesti, skozi okolico reke Ajzen in mesta Ajzengar. Na zahodu mejo Rohana predstavlja del Anduina, ki leži južneje od Planote ter zahodni rob ustja največje rohanske reke, Entoka, nakar meja poteka po Mejščici v bližini mokrišča Fenmarch, ki razmejuje Rohan z gondorsko provinco Anorien. Meja se zaključi v Firienski hraščini, od koder čez vso južno mejo, vse do zahodne, vlogo prevzame Ered Nimrais.

### Notranja razdelitev
Rohan se deli na pet regij: severni in večji del na Vzhodni in Zahodni Emnet, ki ju razmejuje reka Entok, skrajni južni del na Vzhodni in Zahodni Fold, najmanjša regija pa je Folde, v kateri leži glavno mesto kraljestva, Edoras.

## Vloga v Vojni za prstan
Rohan je v Vojni za prstan odigral veliko vlogo, predvsem v porazu Sarumanove vojske iz Ajzengarta v Helmovem breznu in prispevka konjenice v Bitki na Pelennorskih poljanah.

### Odnos s Sauronom
O Rohanu so se na začetku Vojne širile govorice, da plačujejo davek Sauronu v obliki konj, čeprav so večji veljaki (na primer Boromir in Aragorn) v to dvomili.

### Tolkienova dela
- Tolkien, John Ronald Reuel (2002). Gospodar prstanov: Bratovščina prstana. Ljubljana: Mladinska Knjiga. COBISS 115456256.
- Tolkien, John Ronald Reuel (2005). Gospodar prstanov: Stolpa. Ljubljana: Mladinska Knjiga. COBISS 119321088.
- Tolkien, John Ronald Reuel (2005). Gospodar prstanov: Kraljeva vrnitev. Ljubljana: Mladinska Knjiga. COBISS 123903232.
- Tolkien, John Ronald Reuel (2004). Silmarillion. Ljubljana: Karantanija. COBISS 122064640.
- Tolkien, John Ronald Reuel (2001). Unfinished Tales. London: HarperCollins Publishers Ltd. ISBN 9780261103627.(angleško)
- Gradišnik, Branko (2004). Gospodar Prstanov od A do Ž. Ljubljana: Mladinska Knjiga. COBISS 127624960.

### Drugo
Beowulf. prevedel in uredil Marjan Strojan. Ljubljana: Mladinska knjiga. 1992. COBISS 30038784.{{navedi knjigo}}:  Vzdrževanje CS1: drugo (povezava)